# Aguascalientes (État)
Ne doit pas être confondu avec Aguas Calientes.
Pour les articles homonymes, voir Aguascalientes (homonymie).
L'Aguascalientes (prononcé en espagnol : /ˌaɣwaskaˈljentes/), officiellement l'État libre et souverain d'Aguascalientes (Estado Libre y Soberano de Aguascalientes /esˈtado ˈliβɾe i soβeˈɾano de ˌaɣwaskaˈljentes/), est un État situé  au centre du Mexique. Entouré par les États de Jalisco et de Zacatecas, l'Aguascalientes couvre une superficie de 5 197 km2 et compte 1 312 544 habitants en 2015.

## Toponymie
L'État porte le nom de sa capitale Aguascalientes, dont le nom signifie « eaux chaudes » en espagnol en raison des sources chaudes découvertes par les premiers colons espagnols.

## Histoire
Des tribus chichimèques vécurent dans le territoire de l'actuel État d'Aguascalientes. La ville éponyme fut fondée en 1575 sous le nom de « Villa de Nuestra Señora de la Asunción de las Aguas Calientes ».
Aguascalientes faisait partie de la Nouvelle-Galice, ensuite de l'État de Zacatecas et finalement un État à part entière en 1835.

## Événements
La Feria nationale de San Marcos

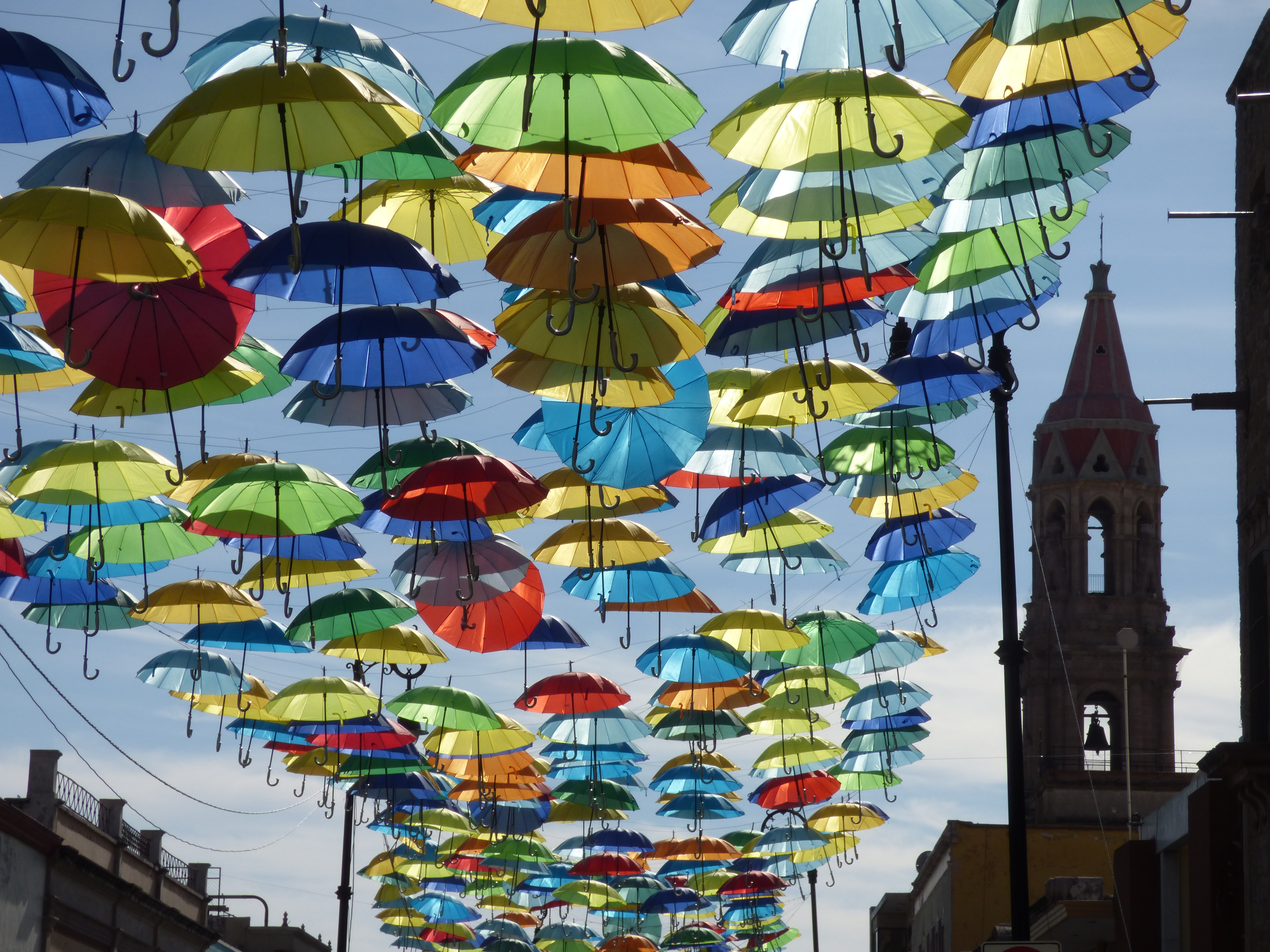
Une rue décorée lors de la Feria de 2015.
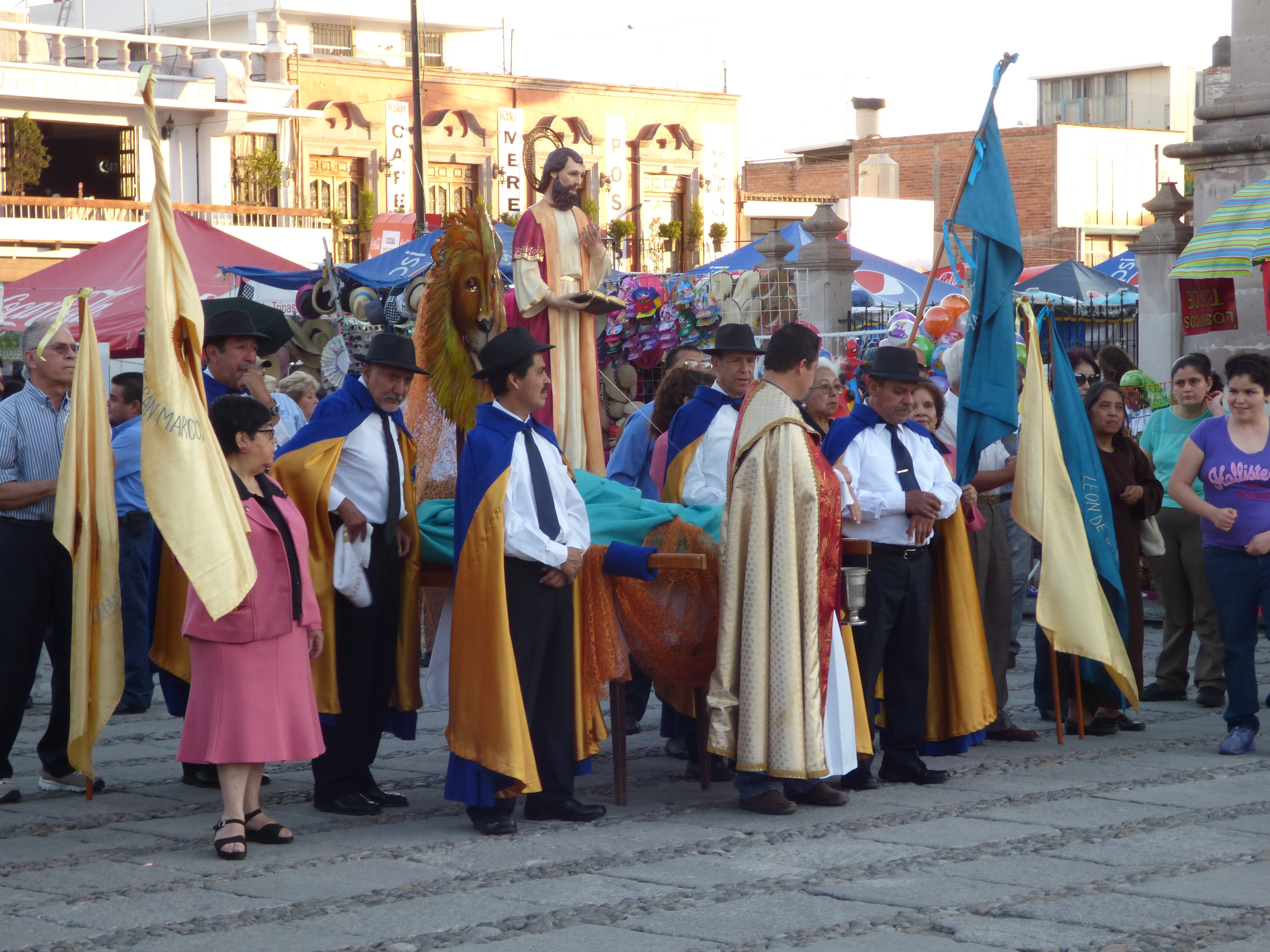
Procession lors de la Feria de San Marcos 2015.
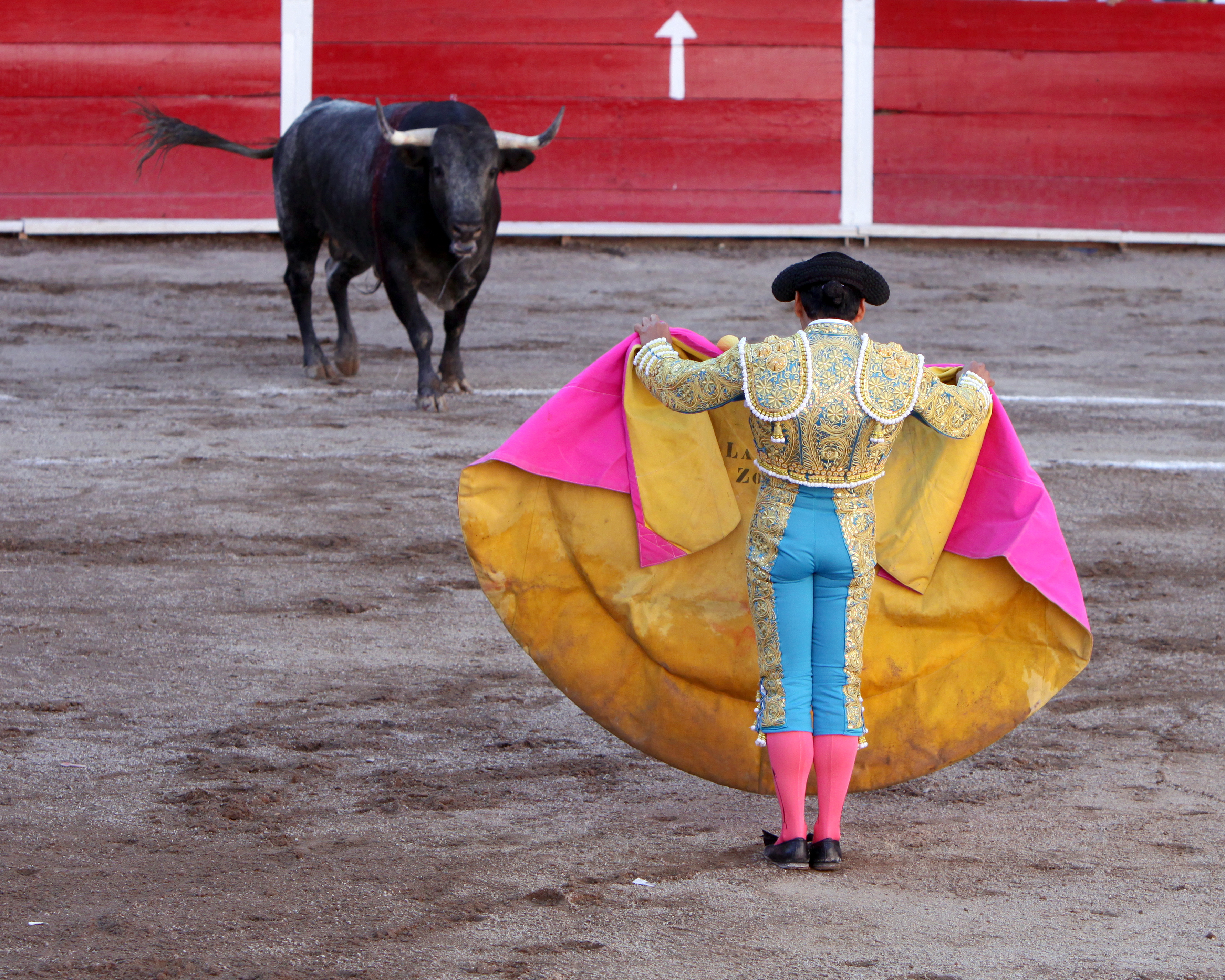
Une corrida durant la Feria de San Marcos 2010.